# Laccophilus chinensis
Laccophilus chinensis är en skalbaggsart som beskrevs av Karl Henrik Boheman 1858. Laccophilus chinensis ingår i släktet Laccophilus och familjen dykare. Inga underarter finns listade i Catalogue of Life.